# Festival di Sanremo 2008
Il cinquantottesimo Festival di Sanremo si è svolto al teatro Ariston di Sanremo dal 25 febbraio al 1º marzo 2008 con la conduzione di Pippo Baudo, che è stato anche il direttore artistico, e Piero Chiambretti, affiancati dalle attrici Bianca Guaccero e Andrea Osvárt.
Al posto di Chiambretti era stato inizialmente chiamato Fiorello, che in seguito rifiutò.
I 34 partecipanti furono suddivisi in due sezioni: i Campioni, composta da 20 artisti di chiara fama, e i Giovani, formato da 14 artisti emergenti.
L'edizione venne vinta dall'inedito duo Giò Di Tonno e Lola Ponce con il brano Colpo di fulmine (brano composto da Gianna Nannini) per la sezione Campioni e dai Sonohra con il brano L'amore per la sezione Giovani.
La regia venne curata da Gino Landi, la scenografia fu disegnata da Gaetano Castelli, mentre l'orchestra venne diretta dal maestro Pippo Caruso.
Quest'edizione fu tuttavia poco fortunata dal punto di vista degli ascolti: con il 35,64% di share, infatti, è ad oggi la meno vista di sempre. Per la seconda volta nella sua storia, il Festival di Sanremo fu superato negli ascolti da un altro programma: la serata del venerdì fu infatti battuta dalla quinta puntata della seconda stagione della fiction I Cesaroni, in onda su Canale 5.
È stata l'ultima edizione del Festival condotta da Baudo, che detiene il record di edizioni di Sanremo presentate (13). Lo stesso conduttore siciliano, anni dopo, ammise che quello del 2008 «fu il mio ultimo Festival e, in tutta onestà, non fu una grande edizione. L’accoppiata tra me e Piero [Chiambretti] non funzionò. Chiambretti non voleva sostenere la parte comica della presentazione. Io cercai di fargli capire: "Piero, tu hai un temperamento comico... La parte ufficiale, diciamo liturgica, lasciala fare a me. Tu divertiti a punzecchiare, a rendere tutto più leggero...". Lui non si convinse e la faccenda non decollò. In più fu un’annata particolarmente sfortunata in quanto a qualità musicale. Non ci furono grandi canzoni. Perché Sanremo spesso è un po' come il cocomero, che certe volte, quando lo apri, è bianco e non c’è niente da fare».
A gennaio 2025 si posiziona al 16° tra le edizioni con il maggior numero di copie certificate in epoca FIMI.

## Partecipanti
Il cast è stato annunciato nel corso della puntata di Domenica in del 6 gennaio del medesimo anno.

### Sezione Campioni
| Interprete                | Ultime partecipazioni al Festival |
| ------------------------- | --------------------------------- |
| Amedeo Minghi             | 2003                              |
| Anna Tatangelo            | 2006                              |
| Eugenio Bennato           | 1990                              |
| Fabrizio Moro             | 2007 (tra i Giovani)              |
| Finley                    | Esordienti                        |
| Frankie hi-nrg mc         | Esordiente                        |
| Gianluca Grignani         | 2006                              |
| Giò Di Tonno e Lola Ponce | 1995 ed Esordiente                |
| L'Aura                    | 2006 (tra i Giovani)              |
| Little Tony               | 2003                              |
| Loredana Bertè            | 2002                              |
| Mario Venuti              | 2006                              |
| Max Gazzè                 | 2000                              |
| Michele Zarrillo          | 2006                              |
| Mietta                    | 2004                              |
| Paolo Meneguzzi           | 2007                              |
| Sergio Cammariere         | 2003                              |
| Tiromancino               | 2000 (tra le Nuove proposte)      |
| Toto Cutugno              | 2005                              |
| Tricarico                 | Esordiente                        |

### Sezione Giovani
| Interprete        | Ultime partecipazioni al Festival |
| ----------------- | --------------------------------- |
| Andrea Bonomo     | Esordiente                        |
| Ariel             | Esordiente                        |
| Daniele Battaglia | Esordiente                        |
| Francesco Rapetti | Esordiente                        |
| Frank Head        | Esordiente                        |
| Giua              | Esordiente                        |
| Jacopo Troiani    | Esordiente                        |
| La Scelta         | Esordienti                        |
| Melody Fall       | Esordienti                        |
| Milagro           | Esordienti                        |
| Rosario Morisco   | Esordiente                        |
| Sonohra           | Esordienti                        |
| Valeria Vaglio    | Esordiente                        |
| Valerio Sanzotta  | Esordiente                        |

## Classifica finale

### Sezione Campioni
| Posizione    | Interprete                | Canzone                        | Autori                                                            | % voti ricevuti |
| ------------ | ------------------------- | ------------------------------ | ----------------------------------------------------------------- | --------------- |
| 1º           | Giò Di Tonno e Lola Ponce | Colpo di fulmine               | G. Nannini                                                        | 5,17%           |
| 2º           | Anna Tatangelo            | Il mio amico                   | L. D'Alessio                                                      | 4,88%           |
| 3º           | Fabrizio Moro             | Eppure mi hai cambiato la vita | F. Moro                                                           | 4,36%           |
| 4º           | Toto Cutugno              | Un falco chiuso in gabbia      | S. Cutugno e D. De Marinis                                        | 4,25%           |
| 5º           | Finley                    | Ricordi                        | C. Ruggiero, D. Persoglio, M. Pedretti, S. Mantegazza e D. Calvio | 3,57%           |
| 6º           | Paolo Meneguzzi           | Grande                         | L. Panceri, P. Meneguzzo e D. Melotti                             | 3,33%           |
| 7º           | Sergio Cammariere         | L'amore non si spiega          | R. Kunstler e S. Cammariere                                       | 3,10%           |
| 8º           | Gianluca Grignani         | Cammina nel sole               | G. Grignani                                                       | 2,77%           |
| 9º           | Little Tony               | Non finisce qui                | D. Amerio                                                         | 2,64%           |
| 10º          | Eugenio Bennato           | Grande sud                     | E. Bennato                                                        | 2,57%           |
| 11º          | Mietta                    | Baciami adesso                 | P. Panella e D. Ronda                                             | 2,56%           |
| 12º          | Max Gazzè                 | Il solito sesso                | F. Gazzè e M. Gazzè                                               | 2,55%           |
| 13º          | L'Aura                    | Basta!                         | L. Abela                                                          | 2,00%           |
| 14º          | Frankie hi-nrg mc         | Rivoluzione                    | F. Di Gesù, F. Bruni e C. Galbignani                              | 1,99%           |
| 15º          | Michele Zarrillo          | L'ultimo film insieme          | G. Artegiani e M. Zarrillo                                        | 1,70%           |
| 16º          | Tricarico                 | Vita tranquilla                | F. Tricarico                                                      | 1,69%           |
| 17º          | Tiromancino               | Il rubacuori                   | F. Zampaglione                                                    | 1,41%           |
| 18º          | Amedeo Minghi             | Cammina cammina                | G. Marcucci e A. Minghi                                           | 0,63%           |
| 19º          | Mario Venuti              | A ferro e fuoco                | M. Venuti e Kaballà                                               | 0,22%           |
| Squalificata | Loredana Bertè            | Musica e parole                | L. Bertè, A. Radius e O. Avogadro                                 | —               |

### Sezione Giovani
| Posizione | Interprete        | Canzone                                    | Autori                                                           | % voti ricevuti |
| --------- | ----------------- | ------------------------------------------ | ---------------------------------------------------------------- | --------------- |
| 1º        | Sonohra           | L'amore                                    | L. Fainello, R. Tini e D. Fainello                               | 2,85%           |
| 2º        | La Scelta         | Il nostro tempo                            | M. Del Forno, F. Ferraguzzo, F. Caprara, E. Mangia e R. Cardelli | 2,25%           |
| 3º        | Jacopo Troiani    | Ho bisogno di sentirmi dire ti voglio bene | S. Cenci                                                         | 1,15%           |
| F         | Frank Head        | Para parà ra rara                          | F. Testa e D. Cardella                                           | —               |
| F         | Giua              | Tanto non vengo                            | Giua e G. Martinelli                                             | —               |
| F         | Milagro           | Domani                                     | A. Capolupo                                                      | —               |
| F         | Valerio Sanzotta  | Novecento                                  | V. Sanzotta                                                      | —               |
| F         | Ariel             | Ribelle                                    | A. Gaydou e L. Chiaravalli                                       | —               |
| NF        | Andrea Bonomo     | Anna                                       | A. Bonomo e L. Chiaravalli                                       | —               |
| NF        | Daniele Battaglia | Voce nel vento                             | D. Battaglia, S. Ruffino e G. Orlandi                            | —               |
| NF        | Francesco Rapetti | Come un'amante                             | Mogol e F. Rapetti                                               | —               |
| NF        | Melody Fall       | Ascoltami                                  | F. Panebarco                                                     | —               |
| NF        | Rosario Morisco   | Signorsì                                   | R. Morisco, A. Spenillo, Principe e Socio M.                     | —               |
| NF        | Valeria Vaglio    | Ore ed ore                                 | V. Vaglio                                                        | —               |

## Serate e regolamento

### Prima serata
Si sono esibiti 10 Campioni e 7 Giovani con votazione della Giuria demoscopica: sono quindi stati eliminati 3 Giovani, mentre non sono state rese note le graduatorie della sezione Campioni.
Campioni
| Ordine di uscita | Artista           | Brano                          |
| ---------------- | ----------------- | ------------------------------ |
| 1                | Paolo Meneguzzi   | Grande                         |
| 2                | L'Aura            | Basta!                         |
| 3                | Toto Cutugno      | Un falco chiuso in gabbia      |
| 4                | Frankie hi-nrg mc | Rivoluzione                    |
| 5                | Fabrizio Moro     | Eppure mi hai cambiato la vita |
| 6                | Anna Tatangelo    | Il mio amico                   |
| 7                | Michele Zarrillo  | L'ultimo film insieme          |
| 8                | Eugenio Bennato   | Grande sud                     |
| 9                | Max Gazzè         | Il solito sesso                |
| 10               | Tricarico         | Vita tranquilla                |

Giovani
- Eliminati

| Ordine di uscita | Artista           | Brano             |
| ---------------- | ----------------- | ----------------- |
| 1                | Milagro           | Domani            |
| 2                | Andrea Bonomo     | Anna              |
| 3                | Frank Head        | Para parà ra rara |
| 4                | Melody Fall       | Ascoltami         |
| 5                | Daniele Battaglia | Voce nel vento    |
| 6                | Valerio Sanzotta  | Novecento         |
| 7                | Giua              | Tanto non vengo   |

Ospiti
- Gianni Morandi - Nel blu dipinto di blu
- Il cast di High School Musical - Lo spettacolo - Se noi restiamo insieme (We're All in This Together)
- Carlo Verdone e Geppi Cucciari - sketch tratto da Grande, grosso e... Verdone
- Lenny Kravitz - I'll Be Waiting
- Kylie Minogue avrebbe dovuto esibirsi con In My Arms, ma la sua partecipazione è stata annullata a causa di problemi di salute.[5]

### Seconda serata
Si sono esibiti 10 Campioni e 7 Giovani con votazione della Giuria demoscopica: sono quindi stati eliminati 3 Giovani, mentre non sono state rese note le graduatorie della sezione Campioni.
Campioni
| Ordine di uscita | Artista                   | Brano                 |
| ---------------- | ------------------------- | --------------------- |
| 1                | Mario Venuti              | A ferro e fuoco       |
| 2                | Amedeo Minghi             | Cammina cammina       |
| 3                | Giò Di Tonno e Lola Ponce | Colpo di fulmine      |
| 4                | Gianluca Grignani         | Cammina nel sole      |
| 5                | Mietta                    | Baciami adesso        |
| 6                | Loredana Bertè            | Musica e parole       |
| 7                | Little Tony               | Non finisce qui       |
| 8                | Tiromancino               | Il rubacuori          |
| 9                | Finley                    | Ricordi               |
| 10               | Sergio Cammariere         | L'amore non si spiega |

Giovani
- Eliminati

| Ordine di uscita | Artista           | Brano                                      |
| ---------------- | ----------------- | ------------------------------------------ |
| 1                | La Scelta         | Il nostro tempo                            |
| 2                | Sonohra           | L'amore                                    |
| 3                | Jacopo Troiani    | Ho bisogno di sentirmi dire ti voglio bene |
| 4                | Rosario Morisco   | Signorsì                                   |
| 5                | Ariel             | Ribelle                                    |
| 6                | Francesco Rapetti | Come un'amante                             |
| 7                | Valeria Vaglio    | Ore ed ore                                 |

Ospiti
- Duran Duran - Falling Down
- Seleçao Internazionale Sacerdoti Calcio (squadra di calcio non-profit composta da sacerdoti) - Victores Sumus (cover in latino di We Are the Champions)
- Riccardo Cocciante, con il cast del musical Giulietta e Romeo

### Terza serata
Si sono esibiti i 19 Campioni in una versione rivisitata della loro canzone, interpretata insieme a un ospite, ed è stata introdotta la votazione mediante il televoto. In giornata Loredana Bertè è stata esclusa dalla gara in quanto il suo brano Musica e parole è risultata non inedita; la cantante ha tuttavia ottenuto di poter esibirsi fuori gara nella terza e nella quarta serata (in duetto con Ivana Spagna), dove ha ricevuto il Premio alla carriera "Città di Sanremo" e ritirato il Premio della Critica vinto dalla sorella Mia Martini al Festival di Sanremo 1982 con E non finisce mica il cielo.
Campioni
| Ordine di uscita | Artista                   | Ospite/i                                                 | Brano                          |
| ---------------- | ------------------------- | -------------------------------------------------------- | ------------------------------ |
| 1                | Finley                    | Belinda                                                  | Ricordi                        |
| 2                | Tricarico                 | Mago Forest                                              | Vita tranquilla                |
| 3                | Mietta                    | Neri per Caso                                            | Baciami adesso                 |
| 4                | Max Gazzè                 | Paola Turci (alla chitarra) e Marina Rei (alla batteria) | Il solito sesso                |
| 5                | Fabrizio Moro             | Gaetano Curreri                                          | Eppure mi hai cambiato la vita |
| 6                | Sergio Cammariere         | Gal Costa                                                | L'amore non si spiega          |
| 7                | Frankie hi-nrg mc         | Simone Cristicchi                                        | Rivoluzione                    |
| 8                | Tiromancino               | Stefano Di Battista                                      | Il rubacuori                   |
| 9                | Eugenio Bennato           | Pietra Montecorvino                                      | Grande sud                     |
| 10               | Mario Venuti              | Denovo                                                   | A ferro e fuoco                |
| 11               | L'Aura                    | Rezophonic                                               | Basta!                         |
| 12               | Gianluca Grignani         | Nomadi                                                   | Cammina nel sole               |
| 13               | Anna Tatangelo            | Michael Bolton                                           | Il mio amico                   |
| 14               | Paolo Meneguzzi           | Tony Hadley                                              | Grande                         |
| 15               | Little Tony               | Gipsy Kings Family                                       | Non finisce qui                |
| 16               | Amedeo Minghi             | Giuliana De Donno e Marialba Berardi                     | Cammina cammina                |
| 17               | Giò Di Tonno e Lola Ponce | Los Vivancos                                             | Colpo di fulmine               |
| 18               | Michele Zarrillo          | Paola e Chiara                                           | L'ultimo film insieme          |
| 19               | Toto Cutugno              | Annalisa Minetti                                         | Un falco chiuso in gabbia      |

Fuori gara
- Loredana Bertè e Ivana Spagna - Musica e parole

Ospiti
- Marc Yu (pianista cinese di otto anni) - Il volo del calabrone e Donna Rosa
- Daniele Piombi
- Yael Naim - New Soul
- Giorgio Lupano, Gigi D'Alessio e Franco Migliacci (dalla platea)

### Quarta serata
Si sono esibiti gli 8 Giovani rimasti, il cui vincitore è stato determinato dal televoto (30%), dalla Giuria demoscopica (50%) e dalla Giuria di qualità (20%).
Giovani
- Vincitore

- Secondo classificato

- Terzo classificato

| Ordine di uscita | Artista          | Brano                                      |
| ---------------- | ---------------- | ------------------------------------------ |
| 1                | Sonohra          | L'amore                                    |
| 2                | Ariel            | Ribelle                                    |
| 3                | Jacopo Troiani   | Ho bisogno di sentirmi dire ti voglio bene |
| 4                | Giua             | Tanto non vengo                            |
| 5                | Frank Head       | Para parà ra rara                          |
| 6                | Valerio Sanzotta | Novecento                                  |
| 7                | La Scelta        | Il nostro tempo                            |
| 8                | Milagro          | Domani                                     |

Ospiti
- Giorgia - E poi, The Man I Love, Se stasera sono qui e La La Song (non credo di essere al sicuro)
- Ben Harper - A te/Fango/Lifeline (accompagnato da Jovanotti)
- Fiorella Mannoia - Sally, Quello che le donne non dicono ed Io che amo solo te
- Leona Lewis - Bleeding love
- Children Tappers (giovani ballerini di tip-tap)
- Gianni Morandi - Stringimi le mani, Che sarà e Uno su mille
- Pooh
- Nicola Piovani - Il pianino delle meraviglie, La vita è bella e Quanto t'ho amato
- Loredana Bertè e Ivana Spagna - Musica e parole

### Quinta serata - Finale
Si sono esibiti i 19 Campioni e il vincitore è stato determinato dai voti del televoto (30%), della Giuria demoscopica (50%) e della Giuria di qualità (20%) accumulati nel corso delle cinque serate.
Campioni
| Ordine di uscita | Artista                   | Brano                          |
| ---------------- | ------------------------- | ------------------------------ |
| 1                | Paolo Meneguzzi           | Grande                         |
| 2                | Gianluca Grignani         | Cammina nel sole               |
| 3                | Little Tony               | Non finisce qui                |
| 4                | Toto Cutugno              | Un falco chiuso in gabbia      |
| 5                | L'Aura                    | Basta!                         |
| 6                | Anna Tatangelo            | Il mio amico                   |
| 7                | Amedeo Minghi             | Cammina cammina                |
| 8                | Mario Venuti              | A ferro e fuoco                |
| 9                | Giò Di Tonno e Lola Ponce | Colpo di fulmine               |
| 10               | Michele Zarrillo          | L'ultimo film insieme          |
| 11               | Fabrizio Moro             | Eppure mi hai cambiato la vita |
| 12               | Tiromancino               | Il rubacuori                   |
| 13               | Frankie hi-nrg mc         | Rivoluzione                    |
| 14               | Finley                    | Ricordi                        |
| 15               | Mietta                    | Baciami adesso                 |
| 16               | Max Gazzè                 | Il solito sesso                |
| 17               | Sergio Cammariere         | L'amore non si spiega          |
| 18               | Eugenio Bennato           | Grande sud                     |
| 19               | Tricarico                 | Vita tranquilla                |

Ospiti
- Sonohra - L'amore
- Carlo Verdone e Claudia Gerini - sketch tratto da Grande, grosso e Verdone ed esecuzione di Fortune Teller, cantata dalla Gerini con Verdone alla batteria
- Sandra Mondaini e Raimondo Vianello
- Lucilla Agosti
- Elio e le Storie Tese - Largo al factotum (da Il barbiere di Siviglia)

## Premi

### Sezione Campioni
- Vincitore 58º Festival di Sanremo sezione Campioni: Giò Di Tonno e Lola Ponce con Colpo di fulmine
- Podio - secondo classificato 58º Festival di Sanremo sezione Campioni: Anna Tatangelo con Il mio amico
- Podio - terzo classificato 58º Festival di Sanremo sezione Campioni: Fabrizio Moro con Eppure mi hai cambiato la vita
- Premio della Critica "Mia Martini": Tricarico con Vita tranquilla
- Premio della Sala Stampa Radio Tv Lucio Dalla: Loredana Bertè con Musica e parole

### Sezione Giovani
- Vincitore 58º Festival di Sanremo sezione Giovani: Sonohra con L'amore
- Podio - secondo classificato 58º Festival di Sanremo sezione Giovani: La Scelta con Il nostro tempo
- Podio - terzo classificato 58º Festival di Sanremo sezione Giovani: Jacopo Troiani con Ho bisogno di sentirmi dire ti voglio bene
- Premio della Critica "Mia Martini" sezione Giovani: Frank Head con Para parà ra rara
- Premio della Sala Stampa Radio Tv Lucio Dalla sezione Giovani: Ariel con Ribelle

### Altri premi
- Premio alla carriera "Città di Sanremo": Nicola Piovani e Loredana Bertè

## Orchestra
L'Orchestra è stata diretta dal maestro Pippo Caruso. Durante le esibizioni dei cantanti è stata diretta dai maestri:
- Danilo Ballo per Daniele Battaglia
- Alberto Brizzi per Frankie hi-nrg mc
- Diego Calvetti per Valeria Vaglio
- Carlo Cantini per i Sonohra
- Stefano Cenci per Jacopo Troiani
- Gerardo Di Lella per Little Tony
- Giancarlo Di Maria per Giò Di Tonno e Lola Ponce
- Peppe Vessicchio per Mietta, Sergio Cammariere, Tricarico, Michele Zarrillo, Giua e Rosario Morisco, gli ospiti Gianni Morandi, Fiorella Mannoia ed Elio e le Storie Tese
- Marco Falagiani per Fabrizio Moro
- Clemente Ferrari per Max Gazzè
- Nicolò Fragile per Mario Venuti
- Antongiulio Frulio per Valerio Sanzotta
- Fabio Gurian per Ariel
- Umberto Iervolino per i Finley, Andrea Bonomo e i Milagro
- Francesco Marchetti per i La Scelta
- Flavio Mazzocchi per Amedeo Minghi
- Andrea Montepaone per i Tiromancino
- Mario Natale per Toto Cutugno
- Adriano Pennino per Anna Tatangelo e L'Aura
- Erasmo Petringa per Eugenio Bennato
- Bruno Santori per i Melody Fall
- Lorenzo Sebastiani per Francesco Rapetti
- Geoff Westley per Frank Head
- Fio Zanotti per Paolo Meneguzzi, Gianluca Grignani e Loredana Bertè
- Celso Valli per gli ospiti Pooh

## Sigla
Arrangiamento del Maestro Pippo Caruso di un medley dei successi sanremesi con, in conclusione, il tradizionale Perché Sanremo è Sanremo.

## Giuria di qualità
Campioni
- Giampiero Mughini
- Gloria Guida
- Gianni Boncompagni
- Eleonora Abbagnato
- Giancarlo Magalli
- Tiziana Ferrario
- Fabrizio Frizzi
- Martina Colombari
- Emilio Fede
- Mariolina Simone

Giovani
- Claudio Cecchetto
- Federico Moccia
- Nicolas Vaporidis
- Sarah Felberbaum
- Alessia Filippi

## Scenografia
La scenografia del Festival è stata curata per la tredicesima volta dallo scenografo Gaetano Castelli, che per l'occasione ha creato una scenografia classica ma allo stesso tempo particolare, in quanto celava botole e pedane mobili a seconda dell'esigenza; essa era inoltre caratterizzata da un particolare effetto che permetteva all'orchestra di sollevarsi da terra e da un grosso diamante in plexiglas, presente al centro del palco e incorniciato da un grande ledwall, sopra al quale si esibivano i cantanti. Lo sfondo della scenografia cambiava inoltre ogni sera, mentre il palco era sempre arricchito da diverse decorazioni floreali.

## Ascolti
Risultati di ascolto delle varie serate, secondo rilevazioni Auditel.
| Serata       | Data             | I parte        | I parte      | II parte       | II parte     | Media          | Media  |
| Serata       | Data             | Telespettatori | Share        | Telespettatori | Share        | Telespettatori | Share  |
| ------------ | ---------------- | -------------- | ------------ | -------------- | ------------ | -------------- | ------ |
| I            | 25 febbraio 2008 | 9 518 000      | 35,01%       | 4 818 000      | 39,44%       | 7 600 000      | 36,46% |
| II           | 26 febbraio 2008 | 8 261 000      | 29,64%       | 4 924 000      | 37,47%       | 6 500 000      | 32,33% |
| III          | 28 febbraio 2008 | 8 264 000      | 30,21%       | 4 567 000      | 38,34%       | 6 152 000      | 32,20% |
| IV           | 29 febbraio 2008 | 6 998 000      | 25,82%       | 4 206 000      | 37,16%       | 5 305 000      | 32,28% |
| Finale       | 1º marzo 2008    | 9 646 000      | 39,46%       | 6 922 000      | 52,91%       | 8 284 000      | 44,90% |
| Media totale | Media totale     | Media totale   | Media totale | Media totale   | Media totale | 6 768 000      | 35,63% |

Il picco di share si è registrato nel momento della proclamazione della canzone vincitrice col 74,54%. In concomitanza con il turno infrasettimanale del campionato di Serie A, il 27 febbraio il Festival non andò in onda.

## DopoFestival
Il DopoFestival è andato in onda dal teatro del Casinò di Sanremo ed è stato condotto da Elio e le Storie Tese, che hanno intrattenuto il pubblico e rivisitato a modo loro alcuni brani in gara insieme a Lucilla Agosti, che si è occupata delle interviste ai cantanti, e l'imitatrice Lucia Ocone, che ha proposto imitazioni di Mina, Sergio Cammariere, Loretta Goggi e Barbra Streisand. A ogni puntata venivano sorteggiati dei giornalisti che potevano esprimere un loro giudizio sul Festival e sulle canzoni in gara. Il programma, trasmesso a orari 'notturni', è ricordato come uno dei più brillanti e intelligenti prodotti della tv italiana di sempre. È stato l'ultimo Dopofestival ad andare in onda su Rai 1 prima del suo ritorno nel 2016 (nel 2014 e 2015 fu trasmesso in streaming sul sito Rai.tv).

## Piazzamenti in classifica dei singoli
| Artista                   | Titolo                         | Posizione massima | Vendite         | Certificazione |
| Artista                   | Titolo                         | ITA               | Musica e Dischi | Parametri FIMI |
| ------------------------- | ------------------------------ | ----------------- | --------------- | -------------- |
| Giò Di Tonno e Lola Ponce | Colpo di fulmine               | 1                 | 42 699+         | Platino        |
| Sergio Cammariere         | L'amore non si spiega          | 3                 | —               | —              |
| Tricarico                 | Vita tranquilla                | 3                 | 11 081+         | Oro            |
| Max Gazzè                 | Il solito sesso                | 4                 | 35 000+         | Platino        |
| Sonohra                   | L'amore                        | 6                 | 45 000+         | Platino        |
| Fabrizio Moro             | Eppure mi hai cambiato la vita | 8                 | 16 783+         | Oro            |
| Gianluca Grignani         | Cammina nel sole               | 11                | 18 000+         | Oro            |
| Tiromancino               | Il rubacuori                   | 13                | —               | —              |
| Anna Tatangelo            | Il mio amico                   | 14                | 58 451+         | Platino        |
| L'Aura                    | Basta!                         | 17                | —               | —              |
| Loredana Bertè            | Musica e parole                | 20                | —               | —              |
| Mietta                    | Baciami adesso                 | 22                | —               | —              |
| Frankie hi-nrg mc         | La rivoluzione                 | 23                | —               | —              |
| Finley                    | Ricordi                        | 24                | —               | —              |
| Mario Venuti              | A ferro e fuoco                | 26                | —               | —              |
| Paolo Meneguzzi           | Grande                         | 32                | —               | —              |
| Michele Zarrillo          | L’ultimo film insieme          | 39                | —               | —              |
| Eugenio Bennato           | Grande sud                     | 49                | —               | —              |

| Artista   | Titolo          | Posizione classifica annuale 2008 |
| --------- | --------------- | --------------------------------- |
| Max Gazzè | Il solito sesso | 40                                |

## Piazzamenti in classifica degli album
| Artista           | Album                     | Massima posizione raggiunta |
| Artista           | Album                     | Italian FIMI Albums Chart   |
| ----------------- | ------------------------- | --------------------------- |
| Finley            | Adrenalina 2              | 4/2xPlatino 80 000+         |
| Gianluca Grignani | Cammina nel sole          | 4                           |
| Sergio Cammariere | Cantautore piccolino      | 5/Oro 40 000+               |
| Sonohra           | Liberi da sempre          | 6/Platino 80 000+           |
| Paolo Meneguzzi   | Corro via                 | 20/Platino 40 000+          |
| Tricarico         | Giglio                    | 8                           |
| Mario Venuti      | L'officina del fantastico | 14                          |
| Max Gazzè         | Tra l'aratro e la radio   | 16                          |
| Anna Tatangelo    | Mai dire Mai              | 20/2xPlatino 80 000+        |
| Loredana Bertè    | Bertilation               | 20                          |
| Fabrizio Moro     | Domani                    | 23                          |
| Michele Zarrillo  | Nel tempo e nell'amore    | 24                          |
| Mietta            | Con il sole nelle mani    | 33                          |
| L'Aura            | L'Aura                    | 38/Argento 20 000+          |
| Frankie hi-nrg mc | DePrimoMaggio             | 41                          |
| Amedeo Minghi     | 40 anni di me con voi     | 46                          |
| Tiromancino       | Il suono dei chilometri   | 48/Oro 40 000+              |
| Eugenio Bennato   | Grande Sud                | 60                          |
| Little Tony       | Non finisce qui           | 61                          |
| Toto Cutugno      | Un falco chiuso in gabbia | 65                          |
| Lola Ponce        | Il diario di Lola         | 68                          |

## Commissione artistica
La commissione artistica si occupa di scegliere i cantanti in gara e i membri sono:
- Pippo Baudo
- Marino Bartoletti
- Federica Gentile
- Paolo Buonvino

## Compilation
- Sanremo 2008
- Super Sanremo 2008